# Veitikansaari
Veitikansaari är en ö i Finland. Den ligger i sjön Iso Vesijärvi och i kommunen Vesanto i den ekonomiska regionen  Inre Savolax ekonomiska region  och landskapet Norra Savolax, i den centrala delen av landet, 300 km norr om huvudstaden Helsingfors. Öns area är 0,3 hektar och dess största längd är 150 meter i öst-västlig riktning.